# Steven Smith (psycholog)
Steven M. Smith (ur. 1952) – amerykański psycholog, profesor Texas A&M University. Jego zainteresowania badawcze dotyczą przede wszystkim pamięci, procesów poznawczych i metapoznania. Wspólnie z Ronaldem Finkem i Thomasem Wardem opracował współczesną koncepcją procesu twórczego znaną jako tzw. model genploracji (ang. geneplore model). Koncepcja ta została przedstawiona w książce z 1992 r. pt. Creative cognition: Theory, research, and applications.

## Ważniejsze dzieła
- Creative Thought: An Investigation of Conceptual Structures and Processes (1997) (współautorzy: T. Ward, J. Vaid)
- The Creative Cognition Approach (1995) (współautorzy: T. Ward, R. Finke)
- Creativity and the Mind: Discovering the Genius Within (1995) (współautorzy: T. Ward, R. Finke)
- Creative Cognition: Theory, Research, and Applications (1992) (współautorzy: R. Finke, T. Ward)